# Сент-Онж, Паскаль
Паскаль Сент-Онж (англ. Pascale St-Onge) — канадский политический и государственный деятель. Член Либеральной партии Канады. Член Палаты общин Канады от округа Brome—Missisquoi с 2021 года. Министр канадского наследия (2023—2025). Министр спорта Канады и министр, ответственный за Агентство экономического развития Канады в регионах Квебека (2021—2023).

## Биография
Открытая лесбиянка. Имеет степень бакалавра искусств в области литературоведения Университета Квебека в Монреале и сертификат журналистики Монреальского университета.
Много лет делала карьеру музыканта.
В 2012 году избрана генеральным секретарём, а затем в 2015 и 2018 годах — президентом Национальной федерации коммуникаций и культуры (FNCC), входящей в Федерацию национальных профсоюзов (CSN).
По результатам парламентских выборов 2021 года избрана членом Палаты общин Канады от Либеральной партии Канады в округе Brome—Missisquoi в провинции Квебек. Получила 21 488 голосов, а кандидат от Квебекского блока — 21 291 голосов, разница составила менее 200 голосов и был пересчёт голосов.
26 октября 2021 года стала министром спорта Канады и министром, ответственным за Агентство экономического развития Канады в регионах Квебека.
26 июля 2023 года в ходе серии кадровых перемещений в правительстве Трюдо назначена министром канадского наследия.
6 февраля 2025 года в дополнение к имеющейся должности назначена министром туризма, а также вновь — ответственной за Агентство экономического развития Канады в регионах Квебека.
14 марта 2025 года при формировании правительства Карни не получила никакого назначения.